# Depot von Endorf
Das Depot von Endorf (auch Hortfund von Endorf) ist ein Depotfund der frühbronzezeitlichen Aunjetitzer Kultur (2300–1550 v. Chr.) aus Endorf, einem Ortsteil von Falkenstein/Harz im Landkreis Harz (Sachsen-Anhalt). Die erhaltenen Gegenstände des Depots befinden sich heute im Landesmuseum für Vorgeschichte in Halle (Saale). 

## Fundgeschichte
Die Fundumstände und das Fundjahr des Depots sind unbekannt.

## Zusammensetzung
Das Depot war in einem Keramikgefäß niedergelegt worden, das nicht aufgehoben wurde und über dessen genaue Form keine Informationen vorliegen. Das Gefäß enthielt zwei bronzene Blutegelringe. Die Ringe haben einen unregelmäßig-runden Querschnitt. Auf den Innenseiten sind Gussnähte erkennbar. Der größere Ring besitzt Stollenenden. Er besteht aus stark porösem Metall und wurde wahrscheinlich im Hohlguss gefertigt.